# Búza-kúria

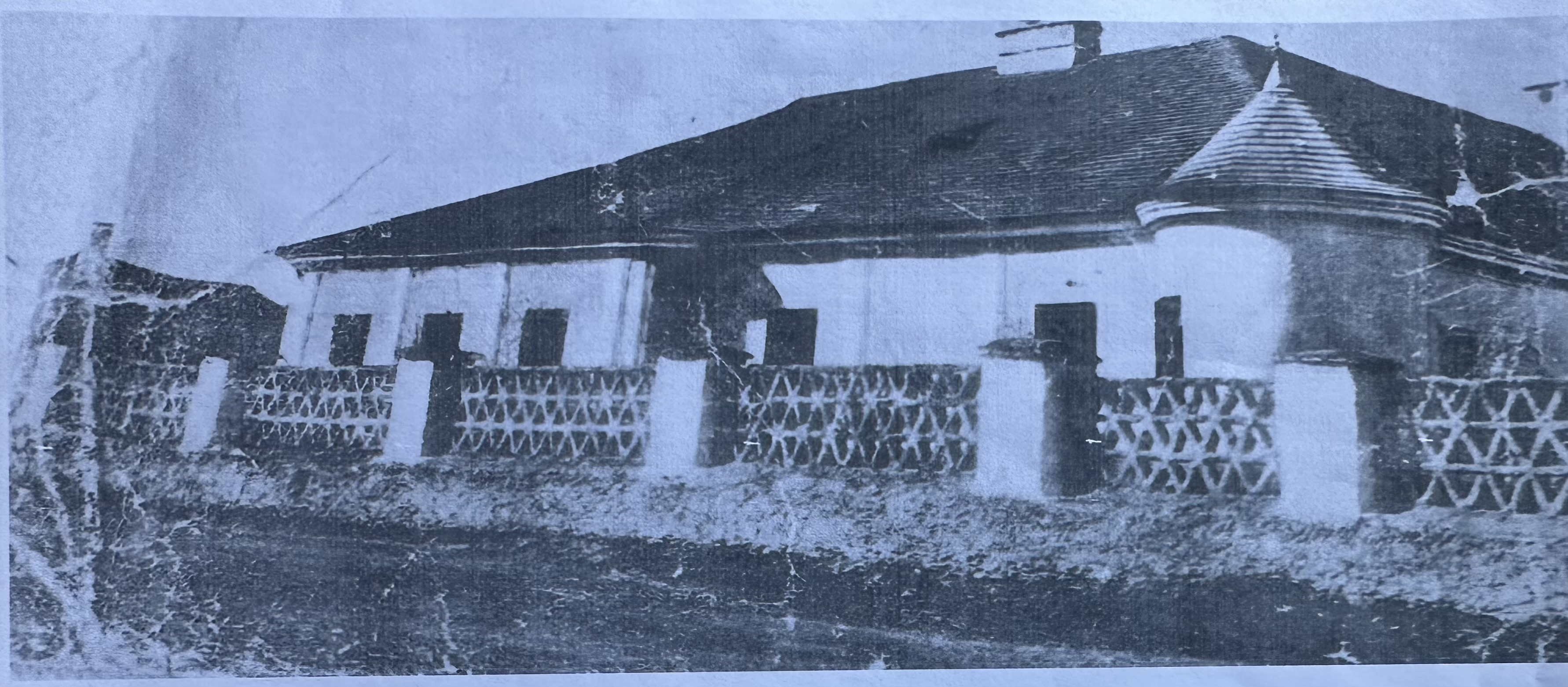
Kúria eredeti állapota

A Búza-kúria a Borsod-Abaúj-Zemplén vármegyei Tomor településen található, romos állapotú épület.

## Története
Lenkey György lányát, Zsófiát vette nőül, Nagyváradi Fekete István. Tomor ekkor curiális hely, az adatok szerint kevés lakossal. 
Nagyváradi Fekete István emlékét, (ki a Rákóczy-szabadságharc ezredese volt) az 1700-as évek elején még őrizte a szájhagyomány. Ő építette a romosan álló Búza Kúria elődjét. (Csak következtetni lehet, hogy a volt Tomori-kúriára, vagy a helyére került az új épület). 
Az épített kastélyt eladta, s Tomorról elköltözött.
A régi épületben a szobákat cserépkályhák melegítették. Az úgynevezett ,,nagyszobában” a kályha egyik csempéje -többen úgy vélik, hogy- Tomori Pál emlékét őrzi. Ezen Tomori Pál lovagi ruhában látható. 

## Épület felépítése
A kitűnő téglából megrakott vastag falak jellegzetességei a kastélynak. A néphit szerint pincerendszerből, egy titkos alagút vezetett a közeli Rákóczi kastélyba. A patinás épület egy kőkerítés védte. Az épület ablakait kovácsoltvas betétes ráccsal látták el, belülről vastag deszka spalettával, ami a mai napig fennmaradt. A kastélyt a pincétől a padlásig biztonságosnak építették.  A szobák tégla mennyezete is erre utal, azok is boltívesen, kitűnő téglából épültek.  

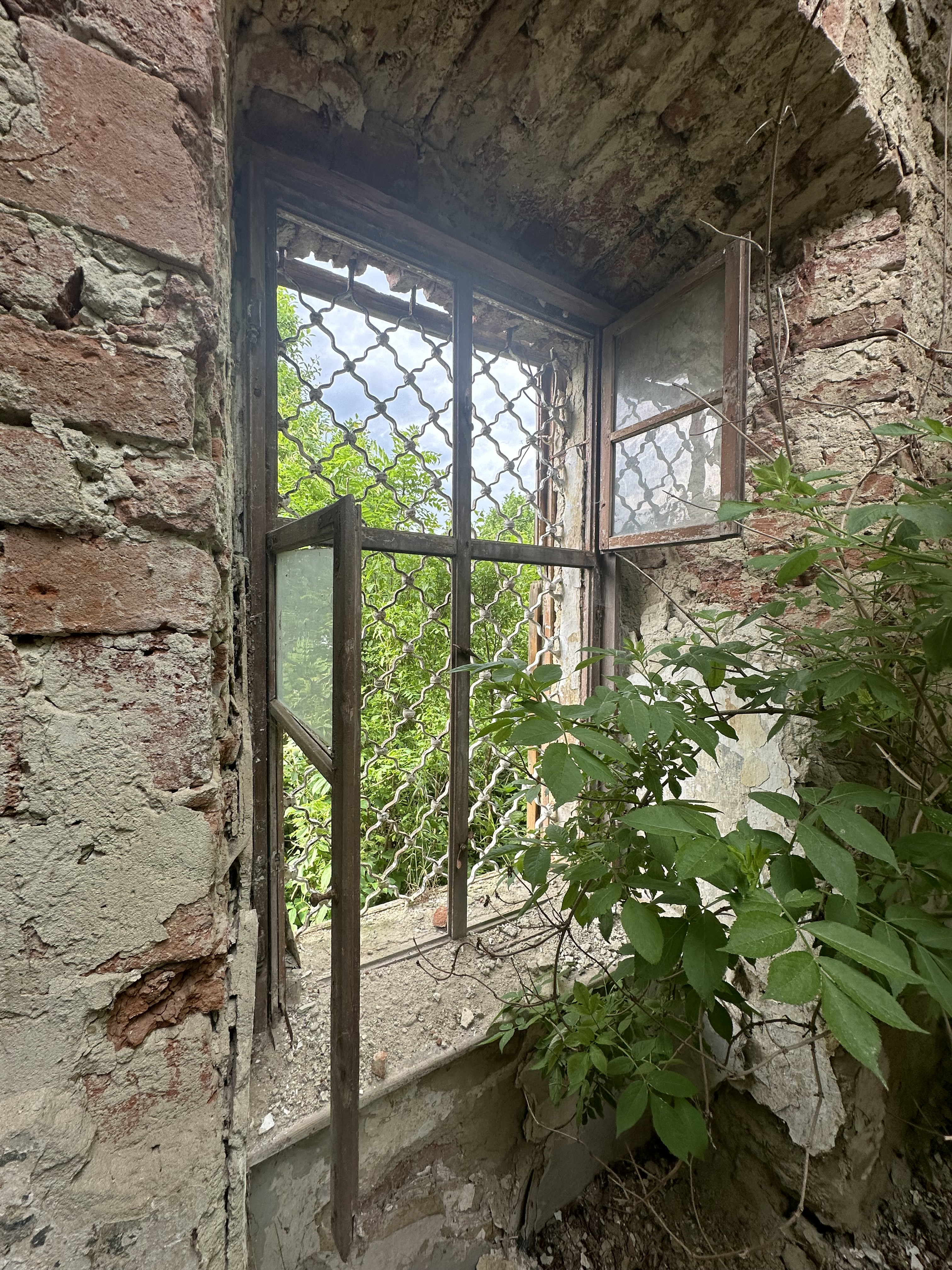
A Kúria eredeti vasrácsos ablaka

## Kúria érdekességei
Két testvér örökölte a kastélyt, akik egymással nem tudtak megegyezni, s bosszúból az egyikük – mint azt az idősek mesélték – a kastély felét elbontotta, valószínűleg akkor gyengült meg a déli nagyszoba, melyet Nagy Búza Istvánnak – a későbbi tulajdonosnak – erősítenie kellett. 
A maradék fél kastélyt 1875-ben Szilvássy Barnabás vette meg. Később, 1903-ban eladta az épületet Puky Máriának. 
Noha az épület az 1930-as évekig is lakott volt, mégis tatarozás híján az épület minősége egyre romlott, megújítása szükségessé vált. Annál is inkább, mert az épületet Csendőr-kapitányságnak akarták berendezni. A felújítás 1932-ben megtörtént, de hiányosan. 
Az eredeti, a Fekete ezredes által épített kastélyról nem maradtak fenn sem írásos, sem szájhagyományos emlékek. A megmaradt részben az ablakok kelet felé és az utcára néztek  
Az 1900-as évekig ez volt a legerősebb és legszebben is megépített épület Tomoron. Kár, hogy csonka lett! 
Nagy Búza István ezt már így vette meg.  
Az épületet körülvevő park különböző (fenyő, hárs stb.) fáit kivágták. A kőkerítést – ami valójában tégla volt, csak az oszlopok kőből – elbontották. Megváltozott ezzel az épület környezete.  

## Az épület sorsa

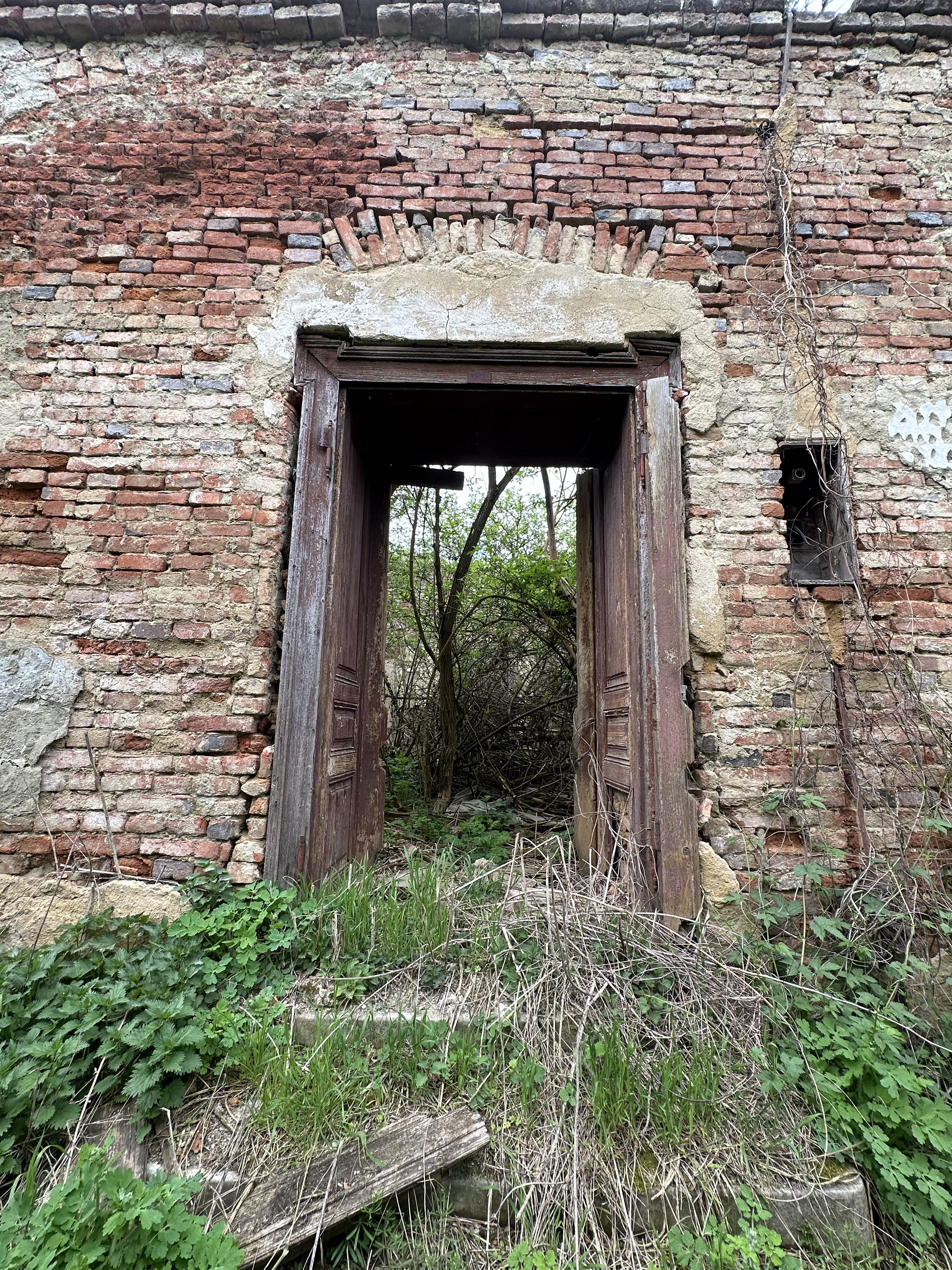
A kúria oldalsó bejárata

Az épület tetejét eredetileg zsindely borította. 1932-ben cseréppel lett fedve. (közel 10.000 db.) A kéményeket átrakták. Az erős tartógerendák, szarufák egy részét ki kellett cserélni. A nyílászárók javítása is szükségessé vált. Több mesterember, s még több munkás dolgozott az épületen. A felújítás után adta át Nagy Búza István az épületet az államnak. 
Az évek során az épület, mivel karbantartás, javítás nem volt, az időjárás hozta esőben, hóban, szélben, fagyban, viharokban egyre romlott. Meghibásodott a kémény, a tetőt a szél feltépte, a cserepek megcsúsztak és az esővíz a szobába ömlött. A szél letépte a csatornát, nem lett helyre téve, így leázott a fal. 
Nagy Búza István halála után (1973) öccse, Búza Bálint lett a gondnok. Noha a nagyszobát az 1950-es évek közepén a katolikus híveknek bérbe adták, a kapott összeg javításra, karbantartásra nem volt elég. A javításokra komoly összeg lett volna szükséges. Ezidőben az ott élők használták a helyiségeket: a pincét és bizonyos részeit az épületnek.  
Búza Bálint halála után a gondnok Búza Anna lett. A tevékenysége elégtelen volt. Az épület tovább romlott. 
Az épületnek ezek után az örökösödések folytán sok tulajdonosa lett. Búza Irénnek volt a legnagyobb tulajdonrésze az épületben, ezért ő rendelkezhetett az épület sorsa felett. A sérült tetőt lebontatta, s az épület megmaradt, így áll a mai napig.  
A kúria magántulajdonban van és felújításra vár. 